# Ubeat
Ubeat es un ecosistema multicanal, cuenta con un servicio de libre transmisión   OTT, un canal de televisión y perfiles sociales que ofrecen contenidos de entretenimiento, eSports y videojuegos. Es propiedad de Mediapro y fue presentado el 28 de noviembre de 2018. La plataforma cuenta con más de 4.000 horas de contenido disponible en Ubeat.tv y en la app para Android e iOS.
Ubeat es también un canal de televisión por suscripción disponible en España en Movistar+, Orange TV, Euskaltel, R, Telecable, Virgin telco, TVPlayer y Deion Comunicaciones.
El servicio ha aumentado su presencia en Latinoamérica, siendo Sky México el primer operador en incluir el canal para México, Centroamérica, República Dominicana y Panamá. También está disponible en el paquete prepago de VeTV.
Ubeat también se ha sumado a la oferta de canales de TotalPlay México desde noviembre de 2020.
Desde 2023, Fox Sports 3 transmite parte del contenido de Ubeat en la señal de argentina.

## Contenido
Ubeat ofrece un catálogo de contenidos variado, con programas de entretenimiento, blogs de creadores de contenido en exclusiva, reportajes de videojuegos y competiciones de eSports con contenidos de  la Liga de Videojuegos Profesional (LVP). Sus programas más destacados son Hoy no se sale' (que en 2021 emite su quinta temporada), Buyeando y Al toke. Entre sus caras visibles se encuentran Ibai Llanos, Cristinini, Kapo 013, Los Buyer, Spursito, Papi Gavi, Widler, Viole Franco o Nil Ojeda y Goorgo (Team Heretics), entre otros. 
El canal de TV retransmite las principales competiciones nacionales e internacionales de eSports de juegos como League of Legends, CS:GO (Counter-Strike: Global Offensive) o Free Fire, con competiciones como la Superliga en España, la Liga Master Flow de Argentina o División de Honor de México, entre otras.

## Programas
| Programa                 | Fecha de inicio         | Temporadas |
| ------------------------ | ----------------------- | ---------- |
| Hoy no se sale           | 28 de febrero de 2019   | 5          |
| Al toke                  | 30 de junio de 2020     | 2          |
| Buyeando                 | 29 de octubre de 2020   | 2          |
| Kapo & Friends           | 1 de noviembre de 2020  |            |
| Trueno en UBEAT          | 1 de noviembre de 2020  |            |
| Hoy no se sale México    | 25 de agosto de 2020    | 1          |
| Todo mal                 | 5 de febrero de 2020    | 1          |
| Inside Out               | 10 de noviembre de 2019 | 1          |
| Al detalle               | 29 de agosto de 2019    |            |
| Games Tribune            | 28 de diciembre de 2018 |            |
| Heroes & Superstars      | 15 de mayo de 2019      |            |
| La previa de UBEAT       | 10 de marzo de 2020     |            |
| Invert is Back           | 29 de enero de 2020     |            |
| 8 pasos para ser gallega | 11 de julio de 2020     |            |
| U-Gals                   | 17 de marzo de 2019     |            |
| Heretics Out of Context  | 4 de julio de 2020      |            |
| UBEAT CREW               |                         |            |
| UBEAT Talks              | 8 de julio de 2020      |            |
|                          |                         |            |

## Logotipos

2018 - 2020
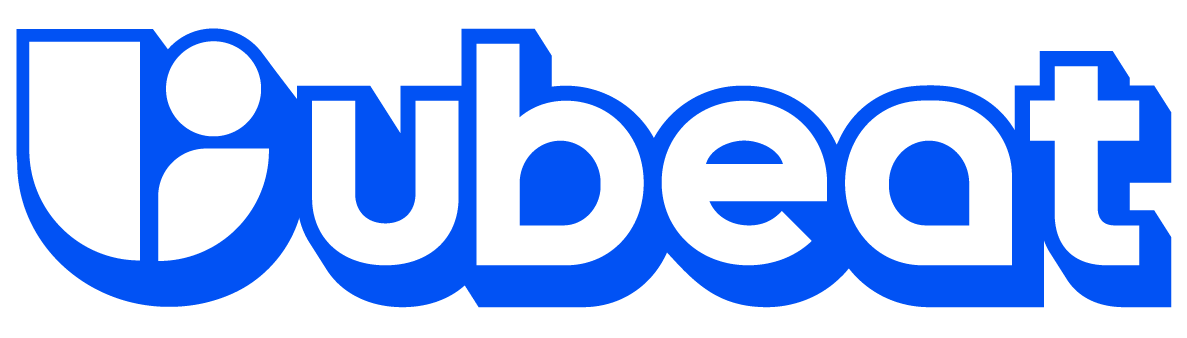
2020 - presente